# Tűzföldi lile
A tűzföldi lile (Charadrius modestus) a madarak osztályának, a lilealakúak (Charadriiformes) rendjébe, ezen belül a lilefélék (Charadriidae) családjába tartozó faj.
Magyar neve forrással nincs megerősítve.

## Rendszerezése
A fajt Martin Hinrich Carl Lichtenstein német ornitológus írta le 1823-ban. Egyes szervezetek a Zonibyx nembe sorolják Zonibyx modestus néven.

## Előfordulása
Dél-Amerika déli részén, Argentína, Brazília, Chile, a Déli-Georgia és Déli-Sandwich-szigetek, Szent Ilona szigetén és Uruguay területén honos. 
Természetes élőhelyei a sziklás és homokos tengerpartok, mérsékelt övi gyepek. Telelni északra vonul.

## Megjelenése
Testhossza 22 centiméter, testtömege 71-94 gramm.

## Természetvédelmi helyzete
Az elterjedési területe rendívül nagy, egyedszáma pedig ismeretlen. A Természetvédelmi Világszövetség Vörös listáján nem fenyegetett fajként szerepel.